# Anselmo
Anselmo Tadeu Silva do Nascimento, mer känd som bara Anselmo, född 24 oktober 1980 i Campo Grande, är en brasiliansk fotbollsspelare (anfallare) som spelar för Água Santa.

## Karriär
Han gick år 2008 från den brasilianska fotbollsklubben Boavista Sport Club, i delstaten Rio de Janeiros högsta division, till allsvenska Halmstads BK för en summa på omkring 3 miljoner kronor, den dittills dyraste värvningen i HBK:s historia.